# Gambiarra

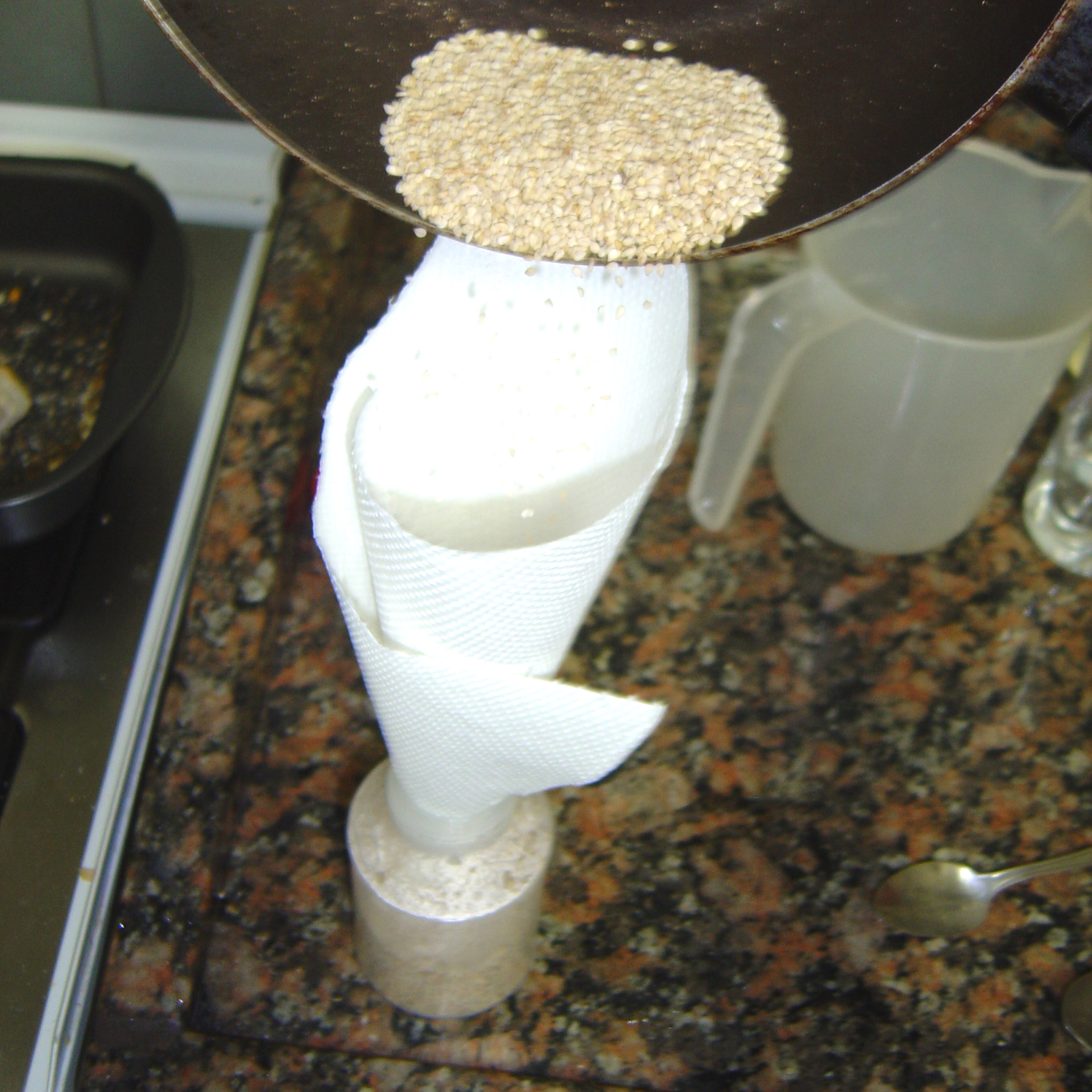
Exemplo de gambiarra (improviso): Funil improvisado com guardanapo

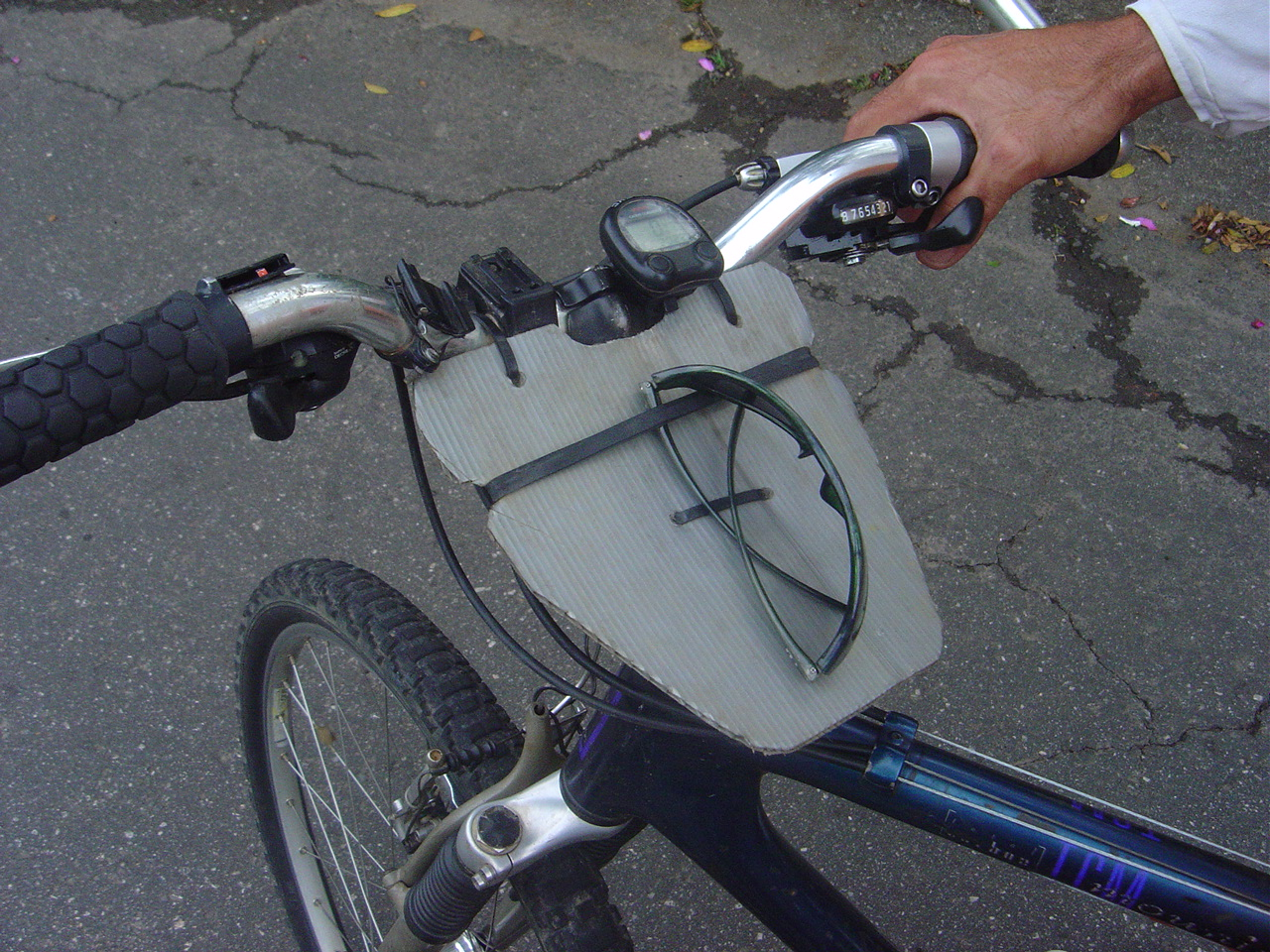
Exemplo de gambiarra (improviso): suporte para planilha e porta-objetos em bicicleta

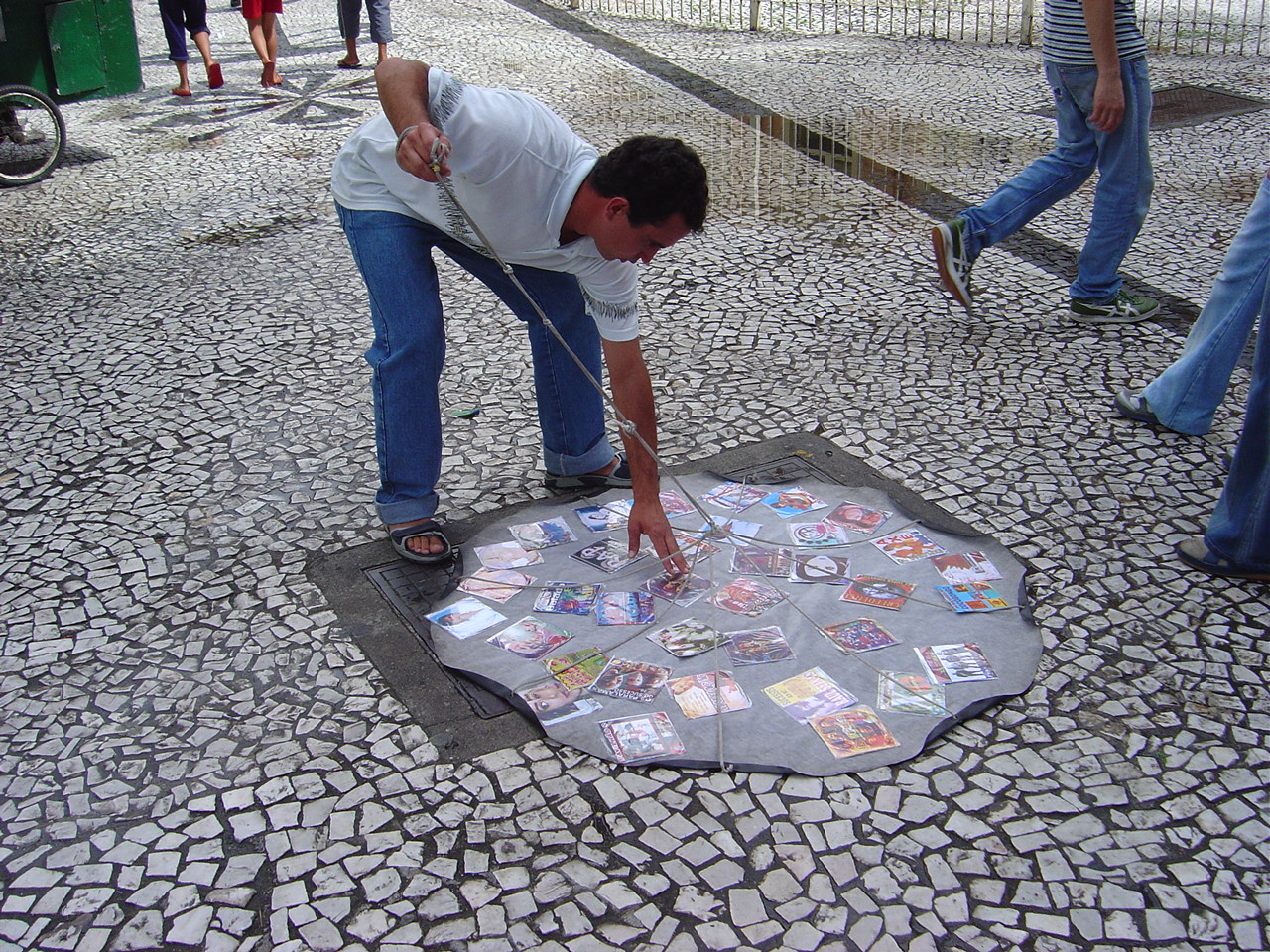
Exemplo de gambiarra (improviso): artefato de rápido recolhimento para vendedor ambulante

A palavra gambiarra (substantivo feminino) possui diversos significados, entre os quais os mais predominantes são extensão de luz e, no Brasil, como uma gíria para improvisação (que teria correspondência no termo "desenrascanço", utilizado em Portugal). Entre outros significados, destacam-se ramificação de luzes, ligação fraudulenta; gato e relação extraconjugal. O termo costuma ser usado também como adjetivo, significando precário, feio, tosco, ou mal-acabado.
Além dos significados citados acima, utiliza-se esta palavra para definir um acessório de iluminação num teatro (Luzes da Ribalta), conjunto de lâmpadas montadas na ribalta do teatro para assegurar a iluminação frontal da cena e reduzir sombras indesejadas. A gambiarra também serve para que os artistas não percam a concentração durante o espetáculo, pois as luzes da ribalta encobrem a plateia.
A gambiarra é objeto de estudos recentes elaborados na área de arquitetura, arte, urbanismo e design, em particular a tese de Boufleur (2013).

## Improviso
No sentido de improviso ou improvisação, gambiarra é o próprio ato de constituir uma solução improvisada. No contexto da cultura material, "gambiarra é o procedimento necessário para a configuração de um artefato improvisado. A prática da gambiarra envolve sempre uma intervenção alternativa, o que também poderíamos definir como uma "técnica" de re-apropriação material: uma maneira de usar ou constituir artefatos, através de uma atitude de diferenciação, improvisação, adaptação, ajuste, transformação ou adequação necessária sobre um recurso material disponível, muitas vezes com o objetivo de solucionar uma necessidade específica. Podemos compreender tal atitude como um raciocínio projetivo imediato, determinado pela circunstância momentânea". Como processo, a gambiarra pode ser considerada uma forma alternativa de design. "O uso informal do termo [como improviso] denota uma propensão cultural relacionada ao que se costuma chamar de jeitinho brasileiro. É uma manifestação não exclusiva, porém típica e muito presente na cultura popular brasileira."

## Etimologia
O termo tem etimologia de origem incerta. No entanto, conforme Antenor Nascentes, o termo pode ter sido uma derivação de gâmbia, vocábulo emprestado do italiano gamba, que significa perna. O sufixo -arra tem sentido aumentativo, por vezes depreciativo. Deste modo, Antenor levanta a hipótese de que a relação de perna com gambiarra seria "[…] porque a luz dá nas pernas dos atores?"

## Arquitetura
Em teatros, série de lâmpadas cobertas, suspensas acima da ribalta, dando um efeito especial a iluminação da cena. Por extensão, sistema de iluminação formado por uma ou várias lâmpadas enfileiradas sustentadas por um único suporte horizontal, em geral, um vergalhão. É usada principalmente para iluminação provisória do estaleiro de obras; quando constituída por uma só lâmpada é comumente utilizada para iluminar locais de difícil acesso que necessitem ser trabalhados.

## Programação
Na programação, gambiarra é uma maneira paliativa (e criativa) de resolver um problema ou corrigir um sistema de forma ineficiente, deselegante ou incompreensível, porém funcional. Por exemplo:
Este é um código que imprime na tela a repetição da frase "Hello world!" 5 vezes utilizando-se para isto de um laço para controlar:
```
#include <stdio.h>
int main (void) {
    int i;
    for (i=0; i<5; i++) {
        printf("Hello world!");
    }
    return 0;
}

```

Este é um código que imprime na tela a repetição da frase "Hello world" 5 vezes, porém utilizando-se de gambiarra para obter o resultado:
```
#include <stdio.h>
int main (void) {
    printf("Hello world!");
    printf("Hello world!");
    printf("Hello world!");
    printf("Hello world!");
    printf("Hello world!");

    return 0;
}

```

## Música
No domínio musical, o termo é usado principalmente na área de construção de instrumentos eletrônicos e uso de tenologias várias para a geração sonora, com possível interação com outras fontes e sistemas de mídia e eletromecânicos.  A tese de doutorado de Giuliano Obici (Obici, 2014) parte da constatação de que a gambiarra seja o ponto de encontro da música experimental e da arte sonora brasileira, portanto um fenômeno específico deste país. Tal argumento parte de uma descrição das características gerais da gambiarra, relacionando-a com aspectos culturais globais e locais. O trabalho apresenta a formulação de uma ferramenta de análise que busca evidenciar regimes do sonoro quanto ao uso de materiais e dispositivos técnicos. 

## Outros
O termo é utilizado em diversas áreas profissionais como informática, programação, design eletrônica, engenharia civil, cinema, teatro, artes plásticas, arquitetura, geralmente se referindo a soluções improvisadas, adaptações, ajustes, muitas vezes como uma solução que não se utiliza de métodos, plano ou projeto. A gambiarra é muitas vezes entendida de forma pejorativa como algo em condições precárias, provisório, transitório, mal-acabado ou rústico.  